# Axhumol
Axhumol är en ort i Mexiko.   Den ligger i kommunen Tamazunchale och delstaten San Luis Potosí, i den sydöstra delen av landet, 200 km norr om huvudstaden Mexico City. Axhumol ligger 147 meter över havet och antalet invånare är 995.
Terrängen runt Axhumol är huvudsakligen kuperad, men åt nordost är den platt. Axhumol ligger nere i en dal. Runt Axhumol är det ganska tätbefolkat, med 56 invånare per kvadratkilometer. Närmaste större samhälle är Tamazunchale, 6,3 km norr om Axhumol. I omgivningarna runt Axhumol växer huvudsakligen savannskog.